# 在原氏
在原氏（ありはらうじ/ありわらうじ）は、「在原」を氏の名とする氏族。
平城天皇皇子の阿保親王・高岳親王の子女らが臣籍降下したことに興る皇別氏族（賜姓皇族参照）。「在原」とは、『詩経』小雅「常棣」の中にある“脊令在原 兄弟急難（脊令（セキレイ）、原にありて、兄弟（けいてい）難を急にす）”の句から取ったと言われている（仁平道明説）。
一般に知られるのは阿保親王流で、賜姓に与った行平・業平兄弟の子孫が栄えた。

## 動向
初め高岳親王の男女に賜姓され、次いで阿保親王の子の行平・業平らに賜姓された。薬子の変に伴う平城上皇の失脚で政治的に困難な立場に置かれていたため、臣籍に降ることによって皇位継承の資格を放棄し、保身を図ったものと考えられる。したがって、賜姓後もしばらくは不遇の日々であったが、清和天皇の代には在原氏の家運も上昇。有力氏族により大学別曹が形成されるようになると、在原氏も奨学院を創設し、子女の教育にあたらせた。

### その後
戦国時代、上杉氏家臣であった長野業正・業盛父子は業平の子孫とされ、石田三成の盟友大谷吉継は一説に行平の子孫ともいわれる。また、尾張国知多郡に興る荒尾氏は在原姓を称し、尾張織田家の重臣である平手政秀を出した平手氏もその出自とする説がある。